# Patrick Le Quément

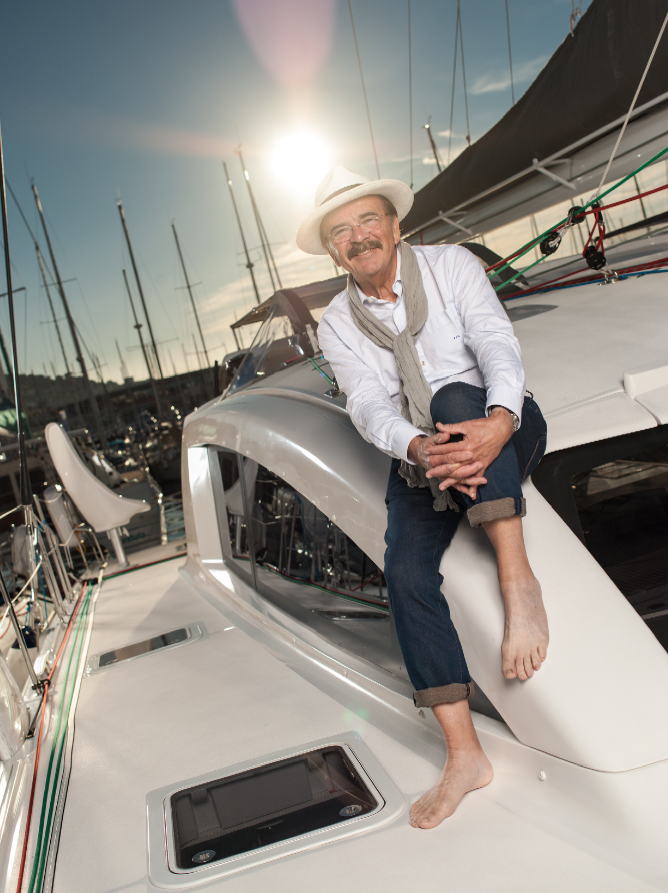
Patrick Le Quément em Jun 2016

Patrick Le Quément (Marselha, 4 de fevereiro de 1945) é um designer automotivo francês, ocupando atualmente o cargo de Diretor de Design da Renault.
Entre os modelos que desenhou estão Renault Twingo, Mégane, Mégane II, Scénic, Espace, Kangoo, Laguna, Avantime e Vel Satis.
O lema de Le Quément é  'Design = Qualidade' , e diz que suas mudanças estruturais no design da Renault foram desenvolver uma linguagem formal independente e inovadora:  "Até alguns anos atrás, eu teria lhe dado o nome de produtos individuais - mas hoje eu estaria mais inclinado a dizer Renault Design. Então, basicamente, abandonamos o que eu chamo de 'esperanto' ', a linguagem formal usada pela maioria dos outros fabricantes "' '.
Em 1987, Le Quément foi nomeado vice-presidente sénior de qualidade e design corporativo em 1995, quando também ingressou no Comitê de Gestão da Renault. Ele é o chefe do Joint Design Policy Group, formado pelo organismo de design Renault - Nissan, desde a sua fundação em 1999. Louis Schweitzer solicitou que ele analisasse a organização de design da Nissan em 1999. Le Quément aconselhou o estabelecimento de uma posição de designer chefe, separada de tarefas industriais. Ghosn, encarregado da Nissan, pediu a Le Quément para elaborar uma lista restrita de designers para essa posição. Shiro Nakamura era o favorito de Le Quément e tornou-se designer-chefe da Nissan.
Em 2002, ele foi o vencedor do  Prêmio Lucky Strike Designer, e ele faz parte do conselho da Europa Academy for Automotive Excellence.
Então, Ghosn, CEO do Grupo Renault, pediu a Le Quément que se preparasse para se reformar da Renault, aconselhando o seu sucessor. Laurens van den Acker foi então contratado pela Renault. Em 10 Abril de 2009, Le Quément anunciou a sua pensão de reforma em Outubro de 2009. Ele foi substituído na Renault por Laurens van den Acker.
Entre outros, Le Quément tem um Doutoramento Honorário da Universidade de Anglia Ruskin e é Cavaleiro da Légion d’Honneur francesa.